# 香港仔大道
香港仔大道 （英語：Aberdeen Main Road），是香港香港島南區香港仔市區內的大馬路，西起香港仔魚類批發市場，經過香港仔華人永遠墳場之南邊工廠大廈群，至聖伯多祿中學轉東行，在香港仔水塘道轉南，和香港仔舊大街平行，出香港仔巴士總站上行車天橋止。此後香港仔大道自西向東單向行車，與香港仔海傍道分工，至逸港居為止。

## 歷史
香港仔大道歷史上屬於群帶路的其中一段，早於香港開埠前便已存在，也是舊香島道的其中一段。1961年，香島道被分拆成八段命名，香港仔的一段被命名為香港仔大道。同年11月23日，香港仔大道擴闊工程完成。隨著1985年香港仔海傍道通車，香港仔魚類批發市場對出的一段香港仔大道被併入香港仔海傍道，但十五間的一段香港仔大道仍獲保留。

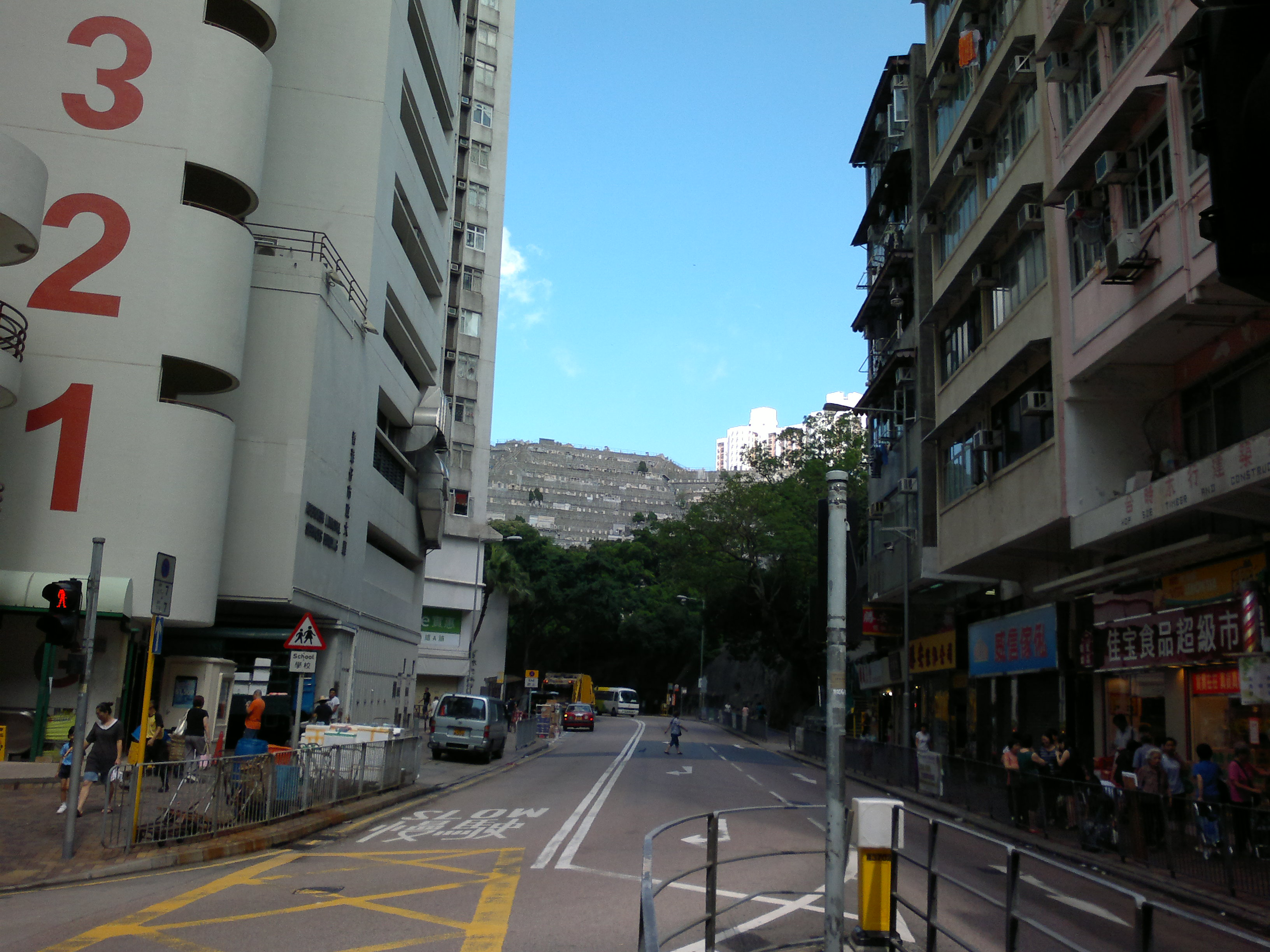
香港仔大道（香港仔市政大廈以西一段）
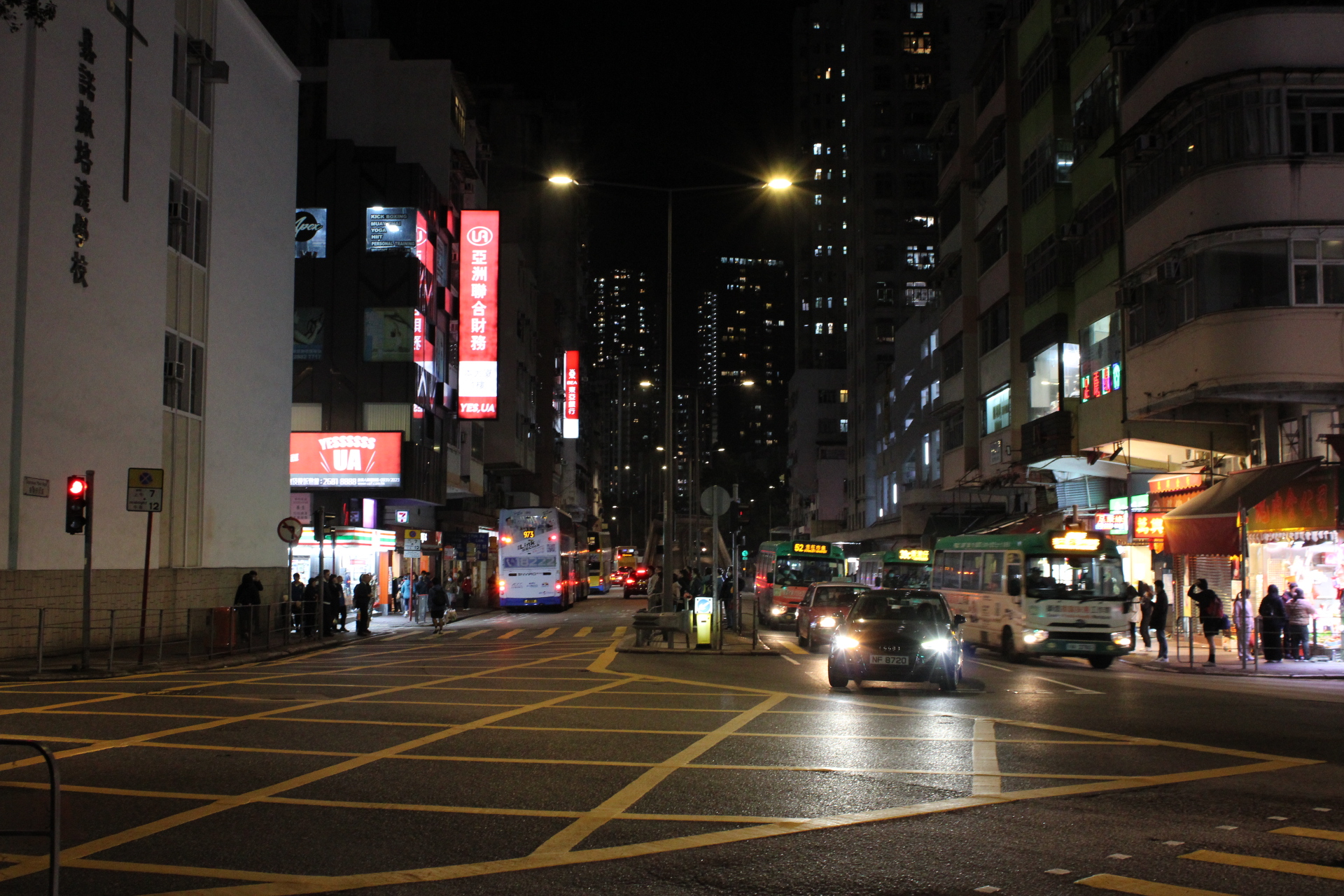
香港仔大道的夜景（2024年）

## 沿經主要地標
- 香港仔中心
- 聖伯多祿中學
- 嘉諾撒培德學校
- 香港仔天后廟
- 香港仔海濱公園

### 食肆
- 雞爺海南雞
- 荷里活冰室
- 大爺燒鵝

### 食品
- 金龍珠餅店
- 阿一檸檬茶
- 波仔魚蛋
- 蛋工匠
- 舊皇宮路邊泰國小食 Thai street Food
- 海寶食品超級市場
- 裕豐優質食材專門店
- coming soon
- 佳寶食品超級市場
- 廣東肉食

### 零售
- coming soon

### 健身
- 24/7 fitness健身中心 (24 Hour)

### 結業
- 沙嗲王
- 新劍記
- 日本
- 三小鬼
- 禾彩日本料理
- 日日淘特賣場搬遷大鴻輝中心一樓

## 交匯道路
- 香港仔海旁道
- 奉天街
- 東勝道
- 香港仔水塘道
- 洛陽街
- 西安街
- 湖北街
- 湖南街
- 香港仔舊大街

## 交通
1. ↑  . 華僑日報. 1961-11-24.